# 왕훙웨이 (정치인)
왕훙웨이(중국어 정체자: 王鴻薇, 병음: Wáng Hóngwēi, 한자음: 왕홍미, 1964년 7월 10일 ~ )는 타이완의 정치인이다. 2023년 타이베이시 제3선거구의 입법위원으로 당선된다.